# 訃報 2013年8月
訃報 2013年8月（ふほう 2013ねん8がつ）では、2013年8月に物故した、又は物故が報じられた人物についてまとめる。

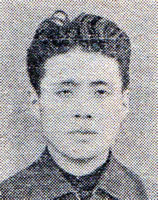
内藤繁春／8月12日没

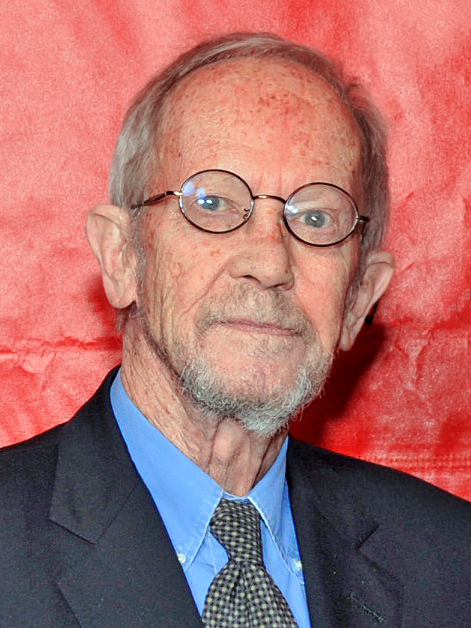
エルモア・レナード／8月20日没

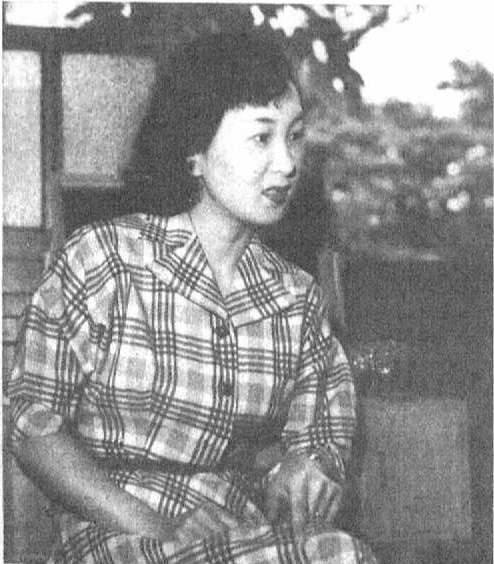
藤沢嵐子／8月22日没

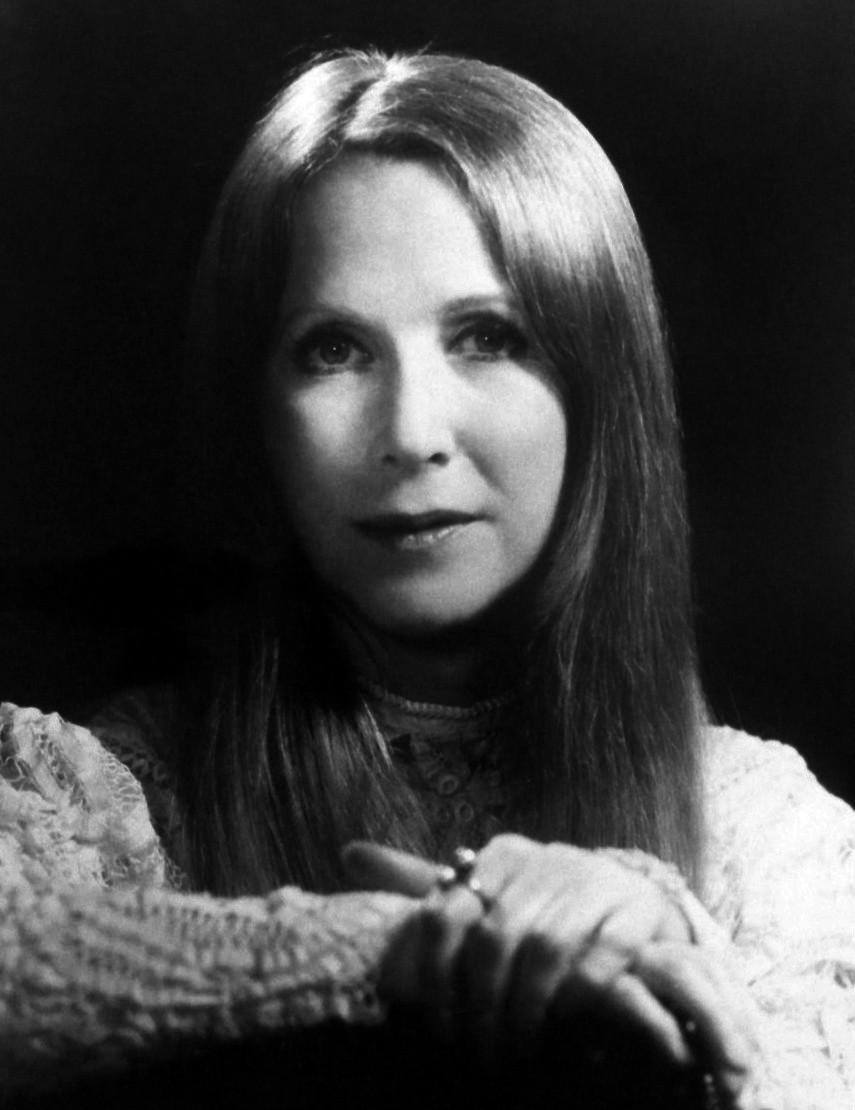
ジュリー・ハリス／8月24日没

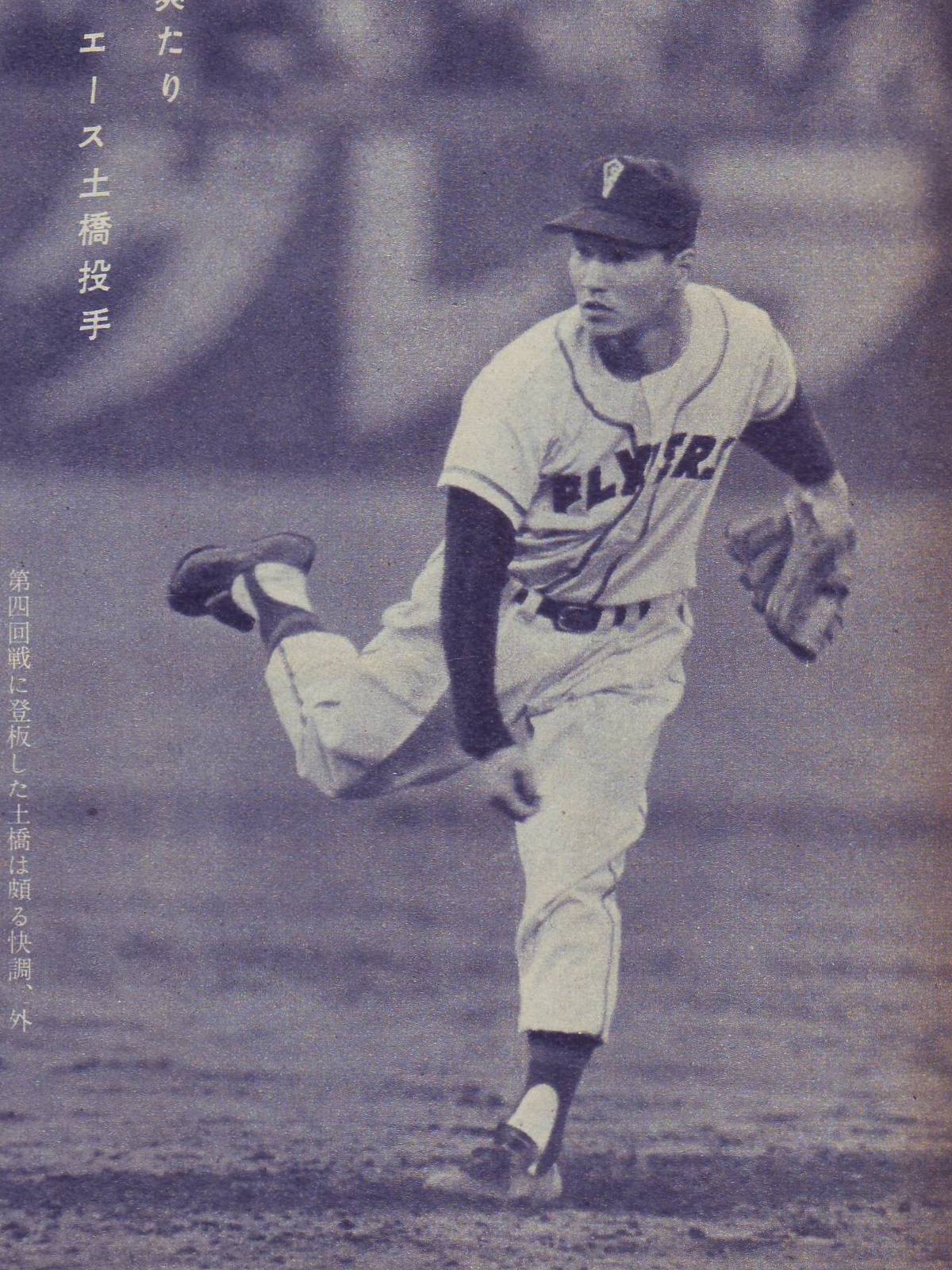
土橋正幸／8月24日没

## 1日 - 15日
- 8月1日 - 西村清次、日本の経営者、学校法人立命館理事長（* 1915年）[1]
- 8月1日 - 高田三郎、日本の政治家、元滋賀県草津市長（* 1925年）[2]
- 8月1日 - 角舘郁也、日本の実業家、IBC岩手放送取締役放送本部長兼編成局長（* 1962年）[3]
- 8月2日 - 豊岡勇、日本の弁護士、京都産業大学名誉教授（* 1915年?）[4]
- 8月2日 - 丸山英満、日本の実業家、全国漁業協同組合連合会副会長（* 1943年?）[5]
- 8月2日 - 森田進、日本の競輪選手（* 1965年）[6]
- 8月3日 - 中山寿夫、日本の物理学者、立命館大学名誉教授（* 1930年?）[7]
- 8月3日 - 川廷栄一、日本の写真家、日本テニス協会名誉副会長、日本オリンピック委員会名誉委員（* 1933年）[8]
- 8月3日 - ダッチ・サベージ、アメリカ合衆国のプロレスラー（* 1935年）[9]
- 8月3日 - 林力丸、日本の生化学者、京都大学名誉教授（* 1940年?）[10]
- 8月3日 - 長嶋豊、日本の実業家、ZOA社長（* 1952年）[11]
- 8月4日 - 岩井弘融、日本の社会学者、東洋大学名誉教授（* 1919年）[12]
- 8月4日 - 稲村光一、日本の大蔵官僚、元財務官（* 1920年）[13]
- 8月4日 - 矢島幸雄、日本の実業家、元神鋼電機副社長（* 1929年?）[14]
- 8月4日 - 山口博人、日本の実業家、元住友林業社長・会長（* 1934年）[15]
- 8月4日 - 中野富雄、日本のフルート奏者（* 1951年）[16]
- 8月5日 - 松尾明美、日本のバレエダンサー、振付家、バレエ指導者（* 1919年）[17]
- 8月5日 - 星長克紀、日本の実業家、元王子製紙副社長（* 1925年?）[18]
- 8月5日 - 喜多洋三、日本の政治家、元大阪府守口市長（* 1931年）[19]
- 8月5日 - 柳田藤治、日本の醸造学者、東京農業大学名誉教授、柳田酵母の開発者（* 1932年）[20]
- 8月5日 - ジョージ・デューク、アメリカ合衆国のミュージシャン（* 1946年）[21]
- 8月6日 - 安倍北夫、日本の社会心理学者、東京外国語大学名誉教授（* 1922年）[22]
- 8月6日 - 鎌田博夫、日本のフランス文学者、東北大学名誉教授（* 1924年?）[23]
- 8月6日 - 森浩一、日本の考古学者、同志社大学名誉教授（* 1928年）[24]
- 8月6日 - 溝口昌子、日本の皮膚科学者、聖マリアンナ医科大学名誉教授（* 1939年?）[25]
- 8月6日 - 落合和雄、日本の実業家、元東急建設社長（* 1941年）[26]
- 8月6日（遺体発見） - 近藤雅樹、日本の民具研究者、民俗学者（* 1951年）[27]
- 8月7日 - アナトリー・ラフリン、ロシアの柔道家、ロシア柔道連盟副会長（* 1938年）[28]
- 8月7日 - 小川博司、日本のアニメーター、京都精華大学教授（* 1951年?）[29]
- 8月8日 - 森茂也、日本の経済学者、元南山大学副学長（* 1926年?）[30]
- 8月8日 - 河内山重高、日本の実業家、元山陽放送社長 （* 1927年?）[31]
- 8月8日 - 飛松建二、日本の銀行家、元宮崎銀行頭取、元全国地方銀行協会副会長（* 1929年?）[32]
- 8月8日 - 中条正紀、日本の実業家、読売新聞東京本社社友、読売・日本テレビ文化センター出向・専任部長 （* 1937年?）[33]
- 8月8日 - カレン・ブラック、アメリカ合衆国の女優（* 1939年）[34]
- 8月8日 - 大野勝久、日本の経営工学者、名古屋工業大学名誉教授（* 1941年?）[35]
- 8月9日 - 高橋英夫、日本の騎手、調教師（* 1919年）[36]
- 8月9日 - 高橋元、日本の大蔵官僚、元大蔵事務次官、元公正取引委員会委員長、元日本開発銀行総裁（* 1924年）[37]
- 8月9日 - 平目孝志、日本の元競馬騎手（日本中央競馬会）、調教厩務員（* 1960年）[38]
- 8月10日 - ラスロ・チャタリ（英語版）、ハンガリーの元警察幹部、ナチス政権下の戦犯（* 1915年）[39]
- 8月10日 - イーディ・ゴーメ、アメリカ合衆国のミュージシャン（* 1928年）[40]
- 8月10日 - ウィリアム・パトリック・クラーク、アメリカの政治家（* 1931年）[41]
- 8月10日 - 山浦荘平、日本の実業家、朝日放送顧問、元代表取締役専務（* 1931年）[42]
- 8月10日 - 高崎一郎、日本のラジオパーソナリティ（* 1931年）[43]
- 8月10日 - 谷雅志、日本の編集者、元フライデー編集長（* 1954年）[44]
- 8月11日 - 竹田光子、日本の元皇族、竹田宮恒徳王の妃、竹田恒和の母、三条公輝の娘（* 1915年）[45]
- 8月11日 - 岡田重精、日本の宗教学者（* 1920年）[46]
- 8月11日 - 小檜山亨、日本の実業家、元高砂酒造社長（* 1926年）[47]
- 8月11日 - 高松秀恒、プロ野球選手（* 1948年）
- 8月12日 - ハンス＝エッケハルト・ボプ、ドイツ空軍のエース・パイロット（* 1917年）[48]
- 8月12日 - 佐藤正義、日本の実業家、元十條製紙取締役（* 1922年?）[49]
- 8月12日 - 井沢慶一、日本の実業家、元中部日本放送常務（* 1924年）[50]
- 8月12日 - 内藤繁春、日本の騎手、調教師（* 1931年）[51]
- 8月12日 - 渡辺恂三、日本の洋画家、京都市立芸術大学教授（* 1934年）[52]
- 8月12日 - 渡辺乾介、日本の政治ジャーナリスト（* 1943年）[53]
- 8月12日 - ヨハン・フリーゾ・ファン・オラニエ＝ナッサウ、オランダの貴族（* 1968年）[54]
- 8月13日 - 村山定男、日本の天文学者（* 1924年）[55]
- 8月13日 - 藤金之助、日本の実業家、元フクニチ新聞社社長（* 1927年?）[56]
- 8月13日 - 明石寿々栄、日本の俗曲師（* 1933年）[57]
- 8月13日 - 松原新一、日本の文芸評論家、久留米大学文学部名誉教授（* 1940年）[58]
- 8月13日 - ジョン・ブルックス、イギリスのミュージシャン、ザ・シャーラタンズドラマー（* 1968年）[59]
- 8月13日 - 佐渡川準、日本の漫画家（* 1979年?）[60]
- 8月14日 - 田所竹彦、日本の中国評論家、元朝日新聞論説副主幹（* 1935年）[61]
- 8月14日 - 山口冨士夫、日本のロックミュージシャン（* 1949年）[62]
- 8月14日 - リサ・ロビン・ケリー（英語版）、アメリカ合衆国の女優（* 1970年）[63]
- 8月14日 - マーク・サットン（英語版）、イギリスのスタントマン、スカイダイバー（* 1971年?）[64]
- 8月15日 - 三川礼、日本の化学者、大阪大学名誉教授（* 1922年?）[65]
- 8月15日 - ジャック・ヴェルジェス、フランスの弁護士（* 1925年）[66]
- 8月15日 - ジェーン・ハーヴェイ（英語版）、アメリカ合衆国のジャズ歌手（* 1925年）[67]
- 8月15日 - 大河内昭爾、日本の文芸評論家、武蔵野大学名誉教授（* 1928年）[68]
- 8月15日 - 佐々木克巳、日本の西洋史学者、成蹊大学名誉教授（* 1931年）[69]
- 8月15日 - オーガスト・シェレンバーグ、カナダの俳優（* 1936年）[70]
- 8月15日 - ロザリア・メラ、スペインの実業家、ファッションブランド「ザラ」共同創業者（* 1944年）[71]
- 8月15日 - ペク・ウォンギル（朝鮮語版）、韓国の俳優、演出家（* 1972年）[72]

## 16日 - 31日
- 8月16日 - 山口利男、日本の政治学者、名古屋大学名誉教授（* 1925年?）[73]
- 8月16日 - 林照雄、日本の政治家、元福岡県副知事（* 1927年）[74]
- 8月16日 - 富田倫生、日本の著作家・編集者、青空文庫呼び掛け人（* 1952年）[75]
- 8月17日 - 金田弘、日本の詩人（* 1921年）[76]
- 8月17日 - 佐藤正忠、日本の編集者、経済界 (出版社)主幹（* 1928年）[77]
- 8月17日 - 藤田一良、日本の弁護士、四国電力伊方原発訴訟弁護団長（* 1929年?）[78]
- 8月17日 - 石田幸雄、日本の政治家、元滋賀県議会議長（* 1932年?）[79]
- 8月17日 - 清岡定志、日本の実業家、元アマダソノイケ社長（* 1934年?）[80]
- 8月17日 - 影山義光、日本の体育学者、中央大学教授（* 1954年?）[81]
- 8月18日 - 佐野川谷安太郎、日本の実業家、元佐野安船渠社長（* 1914年）[82]
- 8月18日 - 小野謙二、日本の生物科学者、岡山大学名誉教授（* 1922年?）[83]
- 8月18日 - 梶田興治、日本の映画プロデューサー（* 1923年）[84]
- 8月18日 - 山岡淳男、日本の実業家、元ヤンマーディーゼル社長（* 1926年）[85]
- 8月19日 - 城井徹、日本の実業家、元大平洋金属社長（* 1930年?）[86]
- 8月19日 - シダー・ウォルトン、アメリカのモダンジャズのピアノ奏者（* 1934年）[87]
- 8月20日 - テッド・ポスト、アメリカの映画監督（* 1918年）[88]
- 8月20日 - マリアン・マクパートランド、アメリカのジャズピアニスト（* 1918年）[89]
- 8月20日 - 鳥山英明、日本の実業家、元島津製作所取締役（* 1922年?）[90]
- 8月20日 - エルモア・レナード、アメリカの小説家（* 1925年）[91]
- 8月20日 - 和辻雅子、日本の東宮女官、宮内庁御用掛（* 1926年）[92]
- 8月20日 - 井田毅、日本の実業家、元サンヨー食品社長（* 1930年）[93]
- 8月21日 - シド・バーンスタイン、アメリカのビートルズの仕掛け人（* 1918年）[94]
- 8月21日 - 久保寺治朗、日本の実業家、元日本鋼管副社長（* 1932年?）[95]
- 8月21日 - 武田弘道、日本の実業家、元全国厚生農業協同組合連合会会長（* 1942年?）[96]
- 8月22日 - 藤沢嵐子、日本のタンゴ歌手（* 1925年）[97]
- 8月22日 - 藤圭子、日本の演歌歌手（* 1951年）[98]
- 8月23日 - ギルバート・テイラー、イギリスの撮影監督（* 1914年）[99]
- 8月23日 - ジョン・メインストーン（ドイツ語版）、オーストラリアの科学者、ピッチドロップ実験の監督責任者（* 1935年）[100]
- 8月23日（訃報発表日） - 珠めぐみ、日本の女優（* 1950年）[101]
- 8月24日 - 成田翠洋、日本の書家、毎日書道展名誉会員（* 1912年）[102]
- 8月24日 - 谷川健一、日本の民俗学者、地名学者、作家、歌人（* 1921年）[103]
- 8月24日 - ジュリー・ハリス、アメリカの女優（* 1925年）[104]
- 8月24日 - 清水忠直、日本の経済学者、関東学院大学名誉教授（* 1928年?）[105]
- 8月24日 - 土橋正幸、日本のプロ野球選手（* 1935年）[106]
- 8月24日 - 神田隆志、日本の実業家、元日本新薬取締役（* 1937年?）[107]
- 8月24日 - 徐生明、台湾のプロ野球選手、監督（* 1958年）[108]
- 8月24日 - 内山清、プロ野球選手（* 1927年）
- 8月25日 - 嶋井和世、日本の医学者、慶應義塾大学名誉教授（* 1919年?）[109]
- 8月25日 - 樋口和彦、日本の宗教心理者、同志社大学名誉教授（* 1927年）[110]
- 8月25日 - 服部晶夫、日本の数学者、東京大学名誉教授（* 1929年?）[111]
- 8月26日 - 飯田棲山、日本の書家、毎日書道展参与会員（* 1926年?）[112]
- 8月26日 - ジュリア・ガネヴァ、アルメニアのピアニスト、武蔵野音楽大学名誉教授（* 1927年）[113]
- 8月26日 - 西岡憲康、日本の政治家、元岡山県備前市長（* 1941年）[114]
- 8月26日 - 広瀬克巨、日本の法学者、中央大学教授（* 1949年?）[115]
- 8月27日 - 前田義里、日本の実業家、元関西電力副社長（* 1916年?）[116]
- 8月27日 - 鈴木孝、日本の公務員、元高等海難審判庁長官（* 1935年）[117]
- 8月27日 - 下田京子、日本の政治家、元日本共産党参議院議員（* 1940年）[118]
- 8月28日 - 久保芳和、日本の経済学者、関西学院大学名誉教授（* 1919年）[119]
- 8月28日 - 塔和子、日本の詩人（* 1929年）[120]
- 8月28日 - 五十嵐辰馬、日本のプロ野球選手（*1930年）[121]
- 8月28日 - 山田修爾、日本のテレビプロデューサー、キャスト・プラス取締役相談役（*1945年）[122]
- 8月29日 - 品川正治、日本の実業家、日本火災海上保険（現日本興亜損害保険）会長（* 1924年）[123]
- 8月29日 - 大給近達、日本の人類学者、国立民族学博物館名誉教授、大給松平家（旧府内藩主家）16代当主（* 1930年[124]）[125]
- 8月29日 - 坂本宗一、日本の裁判官、東京高裁判事（* 1954年）[126]
- 8月30日 - 箕輪成男、日本の出版学者、元日本出版学会会長、神奈川大学名誉教授（* 1926年）[127]
- 8月30日 - 筧鉱一、日本の能楽師、大倉流大鼓方（* 1931年）[128]
- 8月30日 - シェイマス・ヒーニー、アイルランドの詩人（* 1939年）[129]
- 8月30日 - 金子隆一、日本のサイエンスライター、SF研究家（* 1956年）[130]
- 8月31日 - 五味龍太郎、日本の俳優（* 1933年）[131]
- 8月31日 - 宮崎覚夫、日本の実業家、元大分放送社長（* 1935年）[132]
- 8月31日 - デヴィッド・フロスト、イギリスのジャーナリスト、司会者（* 1939年）[133]
- 8月31日 - 水口洋治、日本の詩人（* 1948年）[134]

## 没日不明
- 8月中 - 兵頭冽、日本のプロ野球選手（* 1934年）[135]